# 特搜Exceedraft
《特搜Exceedraft》（特捜エクシードラフト）是日本東映製作的特攝電視劇。从1992年2月2日，至从1993年1月24日每周星期日8点至8点30分（JST）由朝日电视台播放，全共49话，由东映制作的特摄电视节目。为“金属英雄系列”的第11部作品。

## 登場人物
叶隼人／  Exceedredder
：演：影丸茂樹
村岡耕作／  Exceedblues
：演：河井護
大熊拳／  Exceedkeith
：演：榊原伊織

## 關連項目
- 救援警察系列
- 金屬英雄系列